# Alamania
Alamania je monotipski biljni rod iz porodice kaćunovki, čiji je jedini predstavnik A. punicea, patuljasta epifitska orhideja koja se nalazi samo u Meksiku na nadmorskim visinama od 1500 do 2700 metara.
Cvjeta u proljeće i rano ljeto crvenim cvjetovima.

## Varijeteti
Endemska je za Meksiko i ima dva priznata varijeteta:
- Alamania punicea subsp. greenwoodiana Soto Arenas & R.Jiménez[4] - Hidalgo, Oaxaca, Puebla, Querétaro, San Luis Potosí, Veracruz
- Alamania punicea subsp. punicea - sličan raspon